# Géronstère
Géronstère est un quartier sis au sud du centre historique de la ville de Spa en Belgique. Recevant son nom du ruisseau qui conduit les eaux de la source de Géronstère vers le Wayai il est traversé du nord au sud par la longue route de la Géronstère qui conduit à la source du même nom, une des plus anciennes de Spa. 

## Patrimoine
- La source de Géronstère, mentionnée déjà dans des documents du XVIe siècle, se trouve à 4 kilomètres à l’extérieur et au sud de la ville de Spa , et 433 mètres d’altitude, dans les bois de Plein Fayi (Fagne de Malchamps).
- La gare de Spa-Géronstère est le point terminus de la ligne ferroviaire 44 (ancienne ligne de Pepinster à Stavelot).
- Le Waux-hall, plus ancien casino de la ville de Spa (fondé en 1770) se trouve à Géronstère (route de Géronstère).
- Le terrain de sport du Royal Spa FC, fondé en 1912 (un des plus anciens de Belgique), se trouve à Géronstère.

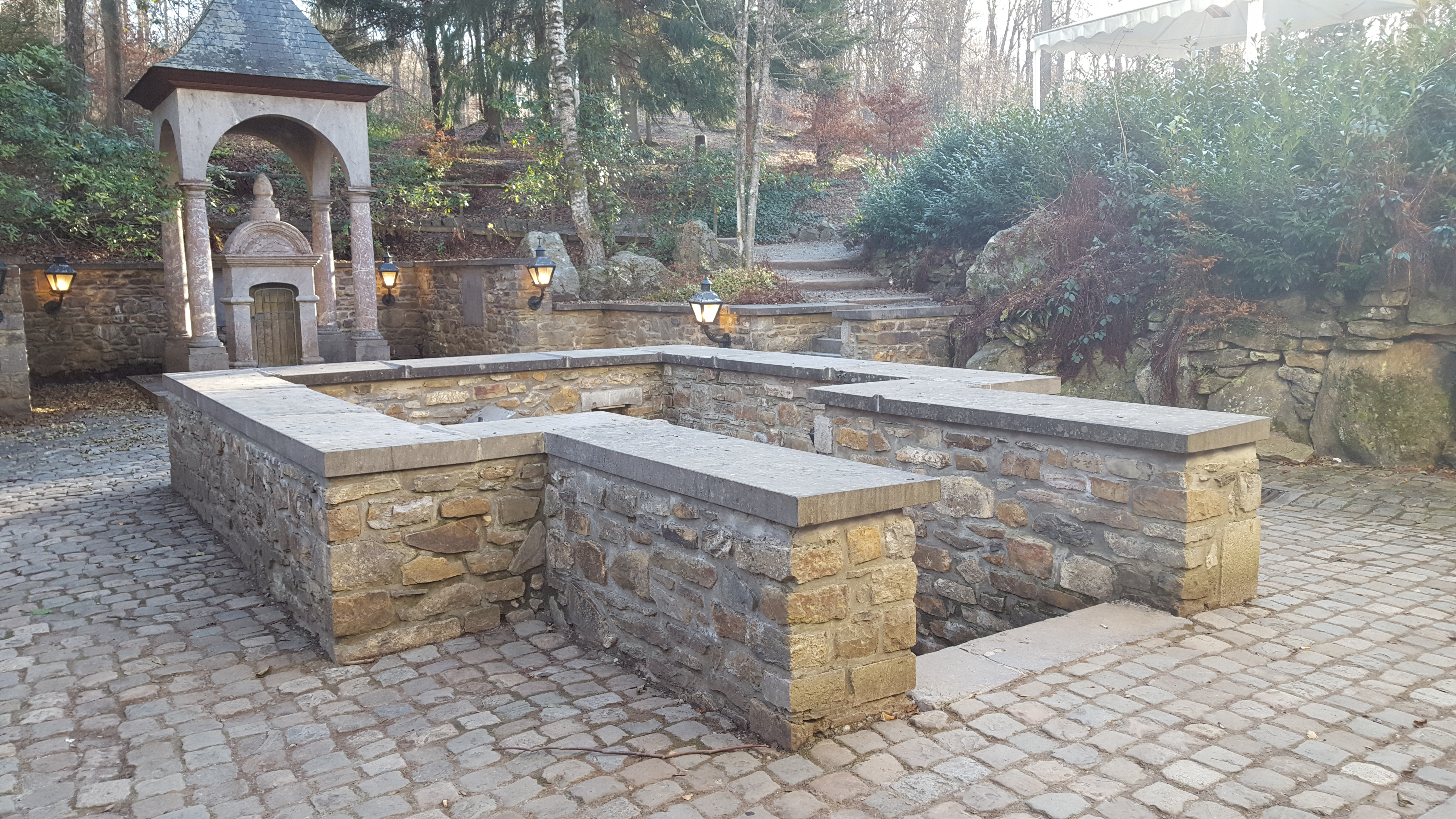
La source de Géronstère